# جايتانو كابوغروسو
جايتانو كابوغروسو (بالإيطالية: Gaetano Capogrosso)‏ (11 يونيو 1989 في إيطاليا - ) هو لاعب كرة قدم إيطالي في مركز الدفاع. لعب مع نادي أسكولي ونادي بياتشينزا ونادي سيينا ونادي فينيزيا وAC Bellaria Igea Marina ‏ وبوردينوني كالتشيو واتحاد بافيا لكرة القدم ونادي غوبيو وسسارة توريس ‏.